# Gymnázium Olomouc-Hejčín
Gymnázium Olomouc-Hejčín je gymnázium v Olomouci, které bylo založeno v roce 1956. Výuka probíhá od 3. září 1956. Gymnázium nese název podle části města, v níž se nalézá. Od roku 2001 je škola provozována příspěvkovou organizací zřízenou Olomouckým krajem. Gymnázium poskytuje střední všeobecné vzdělání ve čtyřletém, šestiletém nebo osmiletém studijním programu. šestileté studium probíhá dvojjazyčně – částečně v anglickém jazyce. Celkem školu navštěvuje více než 1 000 studentů.

## Historie
Škola byla založena v roce 1956. Původně to byla jedenáctiletá škola s 26 třídami, v roce 1960 byla změněna na společnou základní devítiletou školu a tříletou střední všeobecně vzdělávací školu. Tehdy měla 32 tříd. Ve školním roce 1963/1964 se škola po sloučení se Střední všeobecně vzdělávací školou v Olomouci-Starých Hodolanech stala samostatnou školou III. stupně. V roce 1969 proběhla transformace na čtyřleté gymnázium. Po roce 1989 byl nově zaveden studijní program šestiletý dvojjazyčný česko-anglický a osmiletý (původně sedmiletý). Z kapacitních důvodů byla zakoupena další budova na ulici Dolní Hejčínské, po rekonstrukci označována jako budova C, a byla vybudována přístavba, v níž byly umístěny kmenové učebny, odborné učebny a tělocvičny (přístavba označována jako budova B). V roce 2008 byla zahájena stavba nového stravovacího komplexu (budova D), který byl otevřen na začátku školního roku 2009/2010. V roce 2017 byl převeden do vlastnictví školy.

## Současnost
Škola má venkovní sportovní areál zahrnující fotbalové hřiště, workoutové hřiště, tenisový kurt, hřiště na házenou, basketbal a volejbal, dále dvě tělocvičny a gymnastický sál. Je vybavena odbornými fyzikálními laboratořemi, odbornou laboratoří chemickou a biologickou, dále několika předmětově specializovanými učebnami, jazykovými učebnami s audiovizuální technikou a počítačovými učebnami s vysokorychlostním internetovým připojením. Celý areál školy je pokryt bezdrátovým připojením wi-fi.
K výuce je využíván výukový systém Teams. Škola poskytuje svým žákům karty ISIC, které jsou využívány jako identifikační médium k výdeji obědů ve školní jídelně. Ve školním roce 2016/2017 byla zavedena elektronická školní klasifikace ISAS a vchody do školní budovy byly opatřeny čipovou identifikací. Od školního roku 2019/2020 se využívá školní online systém Škola Online (ŠOL). [zdroj?]
Gymnázium má partnerské vztahy s gymnázii ve Švýcarsku (zejména s Gymnáziem Kirchenfeld v Bernu), Francii a Itálii.
Škola standardně nabízí svým žákům přípravu ke zkouškám Cambridge ESOL (FCE a CAE) v předmaturitních a maturitních ročnících v rámci volitelných předmětů. Škola je od roku 2003 otevřeným zkouškovým centrem Österreichisches Sprachdiplom Deutsch a nabízí mezinárodní zkoušky z němčiny jak svým studentům, tak i zájemcům z řad veřejnosti.
Škola je zapojena v řadě národních i mezinárodních projektů:
- Projekt ESF: Učitel 21. století
- Projekt OPVK: Studujeme moderně a dvojjazyčně
- Projekt OVPK: Aplikace cizojazyčných prvků ve výuce vybraných předmětů na SŠ
- Mezinárodní výměnný program

Škola je počtem žáků (1091 ve školním roce 2012/2013) a počtem tříd (36) největším gymnáziem v České republice.

## Významní absolventi
- Hana Maciuchová – herečka[5]
- Jan Kanyza – herec[6]
- Ivo Šmoldas – moderátor[7]
- Věra Beranová – kunsthistorička[8]
- RNDr. Tomáš Hudeček – bývalý primátor Prahy
- Edvard Kožušník – český politik, europoslanec
- prof. MUDr. Richard Balon – psychiatr, Wayne State University, MI, USA
- Robert Knebel – sportovec, trenér – sjezd na divoké vodě
- Patrik Hartl – spisovatel, divadelní a filmový režisér
- Tomáš Tomeček – účastník rally Dakar, TomRacing
- prof. MUDr. Tomáš Papajík, Ph.D. – Hemato-onkologická klinika FN a LF UP Olomouc
- prof. MUDr. Karel Indrák, DrSc. – vědec a lékař, zakladatel Hemato-onkologické kliniky FN a LF UP Olomouc
- prof. Ing. Pavel Hobza, DrSc., FRSC, dr.h.c. – vědec a v letech 2014, 2015, 2016 a 2018 byl nejcitovanější český chemik[9]
- Kamil Tatarkovič – cyklistický závodník, v r. 2006 obsadil 1. místo ve Světovém poháru ve fourcross
- Pavel Pumprla – český reprezentant v basketbalu
- Mgr. Ondřej Maršálek, Ph.D. – vědec, držitel ceny Česká Hlava v r. 2013
- Michal Vičar – cestovatel
- Jan Dostál – sochař
- Kristýna Coufalová – tanečnice

## Reference

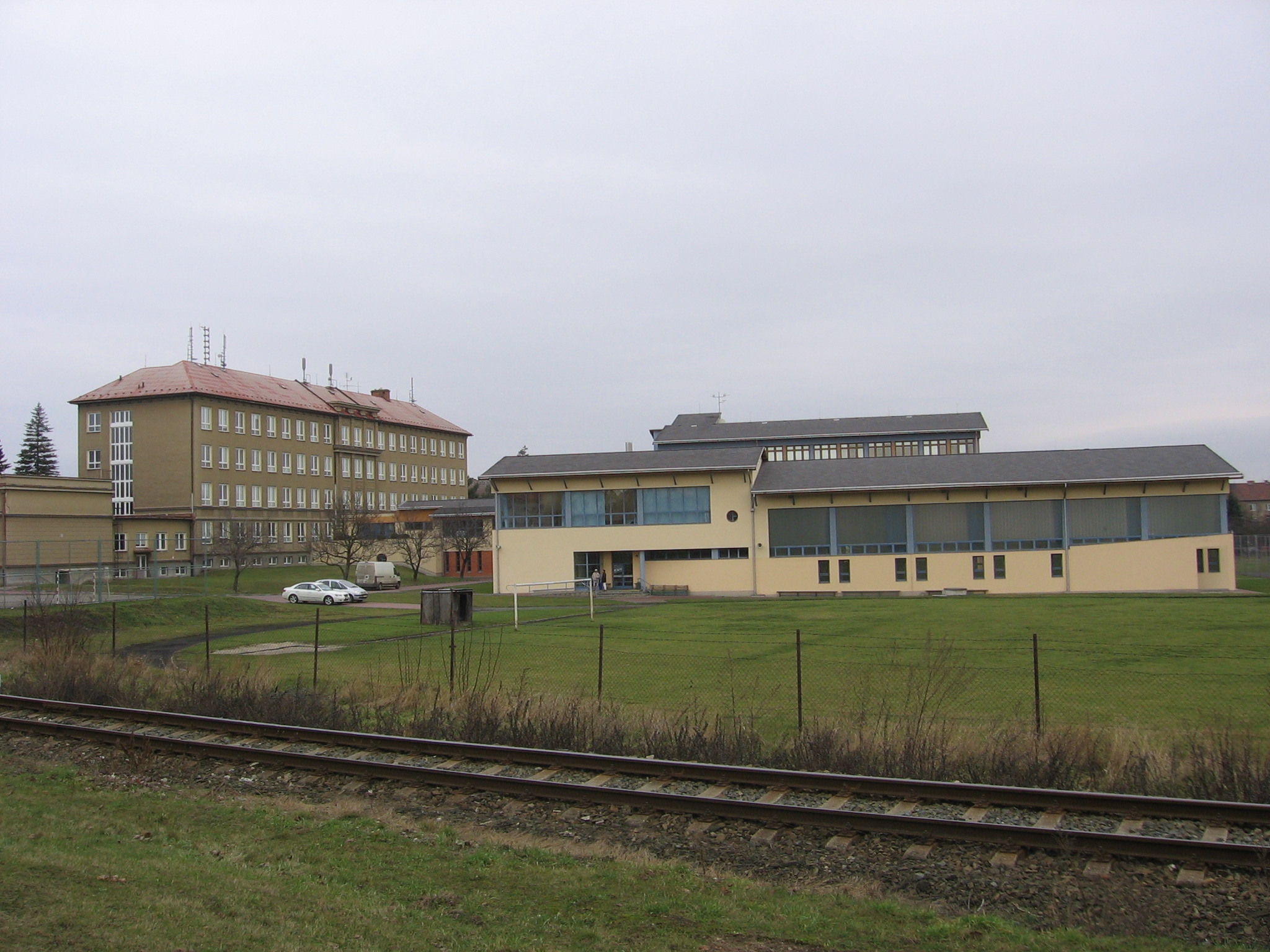
Gymnázium Hejčín s fotbalovým hřištěm